# Martin Schwarz (Politiker)
Martin Schwarz (* 3. Juni 1935 in Tilsit) ist ein deutscher Politiker (CDU).
Schwarz besuchte die Johann-Heinrich-Voß-Schule in Eutin, machte eine Lehre als Elektro-Installateur in Lübeck und studierte Elektrotechnik und Atomtechnik mit dem Titel Diplom-Ingenieur in Kiel und Hamburg sowie Pädagogik und Philosophie in Hamburg. Er war Studienrat in Lübeck, vier Jahre in das Wirtschaftsministerium in Kiel abgeordnet, Studiendirektor in Preetz, an einem Fachgymnasium und Dozent der Technikerschule Kiel.
Schwarz war zunächst Kreisvorsitzender der Jungen Union in Lübeck, danach Ortsvorsitzender der CDU Lübeck-Innenstadt, Regionsbeauftragter des Kreises Plön, Orts-Geschäftsführer in Preetz, Ausschussvorsitzender und stellvertretender Landesvorsitzender für Energie und OMV Kreis- und Landesvorsitzender. Er gehörte dem Landtag von Schleswig-Holstein in der 11. Wahlperiode an, die Ende 1987 begann, aber Mitte 1988 endete.